# Rashin Wurie
Rashin Wurie (ur. 27 grudnia 1972 we Freetown) – sierraleoński piłkarz występujący na pozycji pomocnika.

## Kariera klubowa
Wurie karierę rozpoczynał w 1990 roku w zespole K Boom FC, grającym w drugiej lidze belgijskiej. W sezonie 1991/1992 awansował wraz z nim do pierwszej ligi. Zawodnikiem Boom był do 1993 roku. Następnie występował w drugoligowym Beerschot VAC, w trzecioligowym RAEC Mons, a także w amatorskim RSC Pâturages. W latach 2000–2001 grał zaś w zespołach niemieckiej Regionalligi – FSV Lok Altmark Stendal oraz Eintrachcie Brunszwik.

## Kariera reprezentacyjna
W 1996 roku Wurie został powołany do reprezentacji Sierra Leone na Puchar Narodów Afryki, zakończony przez Sierra Leone na fazie grupowej. Zagrał na nim w meczach z Burkina Faso (2:1), Algierią (0:2) i Zambią (0:4).